# Битва при Лімановій
Битва при Лімановій (нім. Schlacht bei Limanowa–Lapanow) — наступальна операція військ 3-ї та 4-ї австро-угорських армій південно-східніше Кракова в першій половині грудня 1914 року під час Зимової битви в Карпатах на Східному фронті Першої світової війни. Результатом наступу австро-угорських військ стала поразка 3-ї та 8-ї російських армій, які змушені були відступити від Кракова та загалом з району Західних Карпат.
Битва при Лімановій у німецькій літературі та в західній історичній літературі визнається однією з найважливіших битв маневреного періоду Першої світової війни на Східному фронті, на відміну від російської, де їй майже не привертають уваги. Після битви у грудні просування російських військ західному напрямку остаточно припинилося, і загроза ключовим районам Австро-Угорщини була остаточно знята. Для російських військових і істориків битва при Лімановій була лише незначним епізодом стратегічного скорочення фронту в період дефіциту людських і матеріальних ресурсів. Проте, найважливішим підсумком цієї битви стало те, що російські війська повсюдно втратили ініціативу і в ході Зимової кампанії 1915 року лише відбивали удари противника.

## Бойовий склад сторін

### Російська армія
Південно-Західний фронт (командувач генерал від артилерії Іванов М. І.)
- 3-тя армія (командувач генерал від інфантерії Радко Димитрієв)
  - 11-й армійський корпус (командир генерал від кавалерії Сахаров В. В.)
    - 11-та піхотна дивізія
    - 32-га піхотна дивізія

  - 9-й армійський корпус (командир генерал-лейтенант Щербачов Д. Г.)
    - 5-та піхотна дивізія
    - 42-га піхотна дивізія

  - 10-й армійський корпус (командир генерал-лейтенант Протопопов М. І.)
    - 9-та піхотна дивізія
    - 31-ша піхотна дивізія

  - 21-й армійський корпус (командир генерал від інфантерії Шкінський Я. Ф.)
    - 33-тя піхотна дивізія
    - 44-та піхотна дивізія
- 8-ма армія (командувач генерал від кавалерії Брусилов О. О.)
  - 8-й армійський корпус (командир генерал-лейтенант, з 12 грудня 1914 генерал від інфантерії Орлов М. О.)
    - 14-та піхотна дивізія
    - 15-та піхотна дивізія

  - 24-й армійський корпус (командир генерал від кавалерії Цуріков О. А.)
    - 48-ма піхотна дивізія
    - 49-та піхотна дивізія

  - 7-й армійський корпус (командир генерал-лейтенант Екк Е. В.)
    - 13-та піхотна дивізія
    - 34-та піхотна дивізія

### Австро-угорська армія
Головнокомандувач фельдмаршал-лейтенант Франц Конрад фон Гетцендорф
- 4-та армія (командувач ерцгерцог фельдмаршал-лейтенант Йозеф Фердинанд Австрійський )
  - XI армійський корпус (командир фельдцейхмейстер Стефан фон Любичич)
    - 11-та піхотна дивізія
    - 15-та піхотна дивізія
    - 30-та піхотна дивізія

  - XIV армійський корпус (командир фельдмаршал-лейтенант Йозеф Рот)
    - 3-тя піхотна дивізія
    - 8-ма піхотна дивізія
    - 13-та піхотна дивізія

  - VI армійський корпус (командир фельдмаршал-лейтенант Артур Арц фон Штрауссенбург)
    - 39-та піхотна дивізія
    - 45-та піхотна дивізія

  - Кавалерійський корпус Герберштайна (командир генерал-майор Йохан Герберт фон Герберштайн)
    - 6-та кавалерійська дивізія
    - 10-та кавалерійська дивізія
    - 11-та кавалерійська дивізія

  - 47-ма резервна дивізія (Німецька імперія)
- 3-тя армія (командувач генерал від інфантерії Світозар Бороєвич)
  - IX армійський корпус (командир фельдмаршал-лейтенант Рудольф Кралічек)
    - 10-та піхотна дивізія
    - 26-та піхотна дивізія

  - III армійський корпус (командир генерал від інфантерії Еміль фон Гельдерн)
    - 6-та піхотна дивізія
    - 22-га піхотна дивізія
    - 28-ма піхотна дивізія

  - VII армійський корпус (командир ерцгерцог генерал від кавалерії Йозеф Август Австрійський)
    - 7-ма піхотна дивізія
    - 20-та піхотна дивізія

  - 38-ма дивізія гонведа (командир фельдмаршал-лейтенант Шандор Шурмай)

## Положення сторін
Після 27 листопада 1914 року активні дії по всьому Східному фронтові продовжувала тільки 3-тя російська армія. Вона створювала реальну загрозу Кракову на правому березі Вісли, а в подальшому могла стати загрозою і австрійським комунікацій на захід від Кракова. Наявність цих загроз і ізольованість дій 3-ї армії привели до того, що саме на неї було звернено увагу австро-угорського верховного командування.
Фельдмаршал-лейтенант Франц Конрад фон Гетцендорф провів перегрупування своїх сил на краківському напрямку, знявши зі східних підступів до Кракова два корпуси 4-ї армії (6-й і 14-й — усього 5 дивізій), і віддавши лівофлангову ділянку 1-ї армії, а ділянку безпосередньо на схід від Кракова — гарнізону. Для сковування російських військ 8-ї армії генерала від кавалерії Брусилова О. О. з Карпат повинна була почати наступ 3-тя австро-угорська армія. Армія була дуже слабкою, особливо з урахуванням втрат зазнаних наприкінці листопада в боях у Карпатах, тому лобовим ударом перекинути росіян вона не могла. Втім армія Світозара Бороєвича могла сподіватися охопити лівий фланг 8-ї російської армії зі сходу, коли остання кинеться на допомогу 3-ій, а також могла на час скувати армію Брусилова боєм. А якби 8-ма армія залишилася на місці, 3-тя австро-угорська армія змогла б наступати в широкому розриві фронту між двома російськими арміями.
Важливим в наміченій фон Гетцендорфом операції було те, що і 4-та, і 3-тя австро-угорські армії мали в себе у ближньому тилу залізниці, тобто весь час випереджали російські війська у спроможності проведення маневру своїми резервами. Російському ж командуванню треба було маневрувати «пішки» і «верхи» своїми силами, бо росіяни ще навіть не приступали до відновлення залізничного сполучення в Західній Галичині.
Для наступу з боку Кракова австро-угорське командування зосередило 4-у армію під командуванням ерцгерцога Йозефа Фердинанда, в якій було близько 100 000 багнетів і шабель при 500 гарматах. У Західних Карпатах перебувала 3-тя австро-угорська армія генерала С. Бороевіча, що на момент переходу в наступ мала близько 70 000 багнетів при 400 гарматах. 1 грудня, після завершення наступу 8-ї російської армії в армії Бороевіча було не більше 50 000 багнетів.

## Битва
1 грудня 1914 року почався наступ 4-ї австро-угорської армії. Її кавалерії легко вдалося вибити російські роз'їзди з Мшана-Дольна, але в районі Добра зав'язався великий бій, в якому з обох сторін брала участь піхота, посилена кавалерію. Росіяни зайняли оборону на захід від Доброї й розтягнули фронт на 5 км на північ. Австрійці атакували із заходу частинами 13-ї піхотної дивізії, а з півдня і південного заходу обійшли росіян силами двох кавалерійських дивізій. Російська козача дивізія й додані їй піхотні частини 9-го корпусу, котрі оборонялися на цьому напрямку, відкотилися в район на північ від Ліманова.
В цей же день на південь від Карпат 13-та російська дивізія вийшла в район Бартфельд, а австрійський 9-й армійський корпус відійшов на захід і південний захід, намагаючись не допустити прориву росіян у долину Попрада.
Наступного дня 13-а піхотна дивізія повернула на північ через низькогір'я (на з'єднання з правим флангом 11-го корпусу), звільняючи дорогу на Добра 8-ій дивізії. Південніше від неї в наступ на Ліманова пішла 3-тя піхотна дивізія, за якою слідувала німецька 47-ма резервна дивізія. До вечора цього дня австрійці зайняли Тимбарк, а їхня кіннота намагалася в обхід російських позицій у Ліманова прорватися в Новий Сандець уздовж залізничної лінії. Одна кавалерійська дивізія була відправлена в район Лапанува, тобто в тил російського 9-го корпусу.
3 грудня у наступ перейшли ще два корпуси (17-й і 11-й), які виконували перед цим завдання стримування російських на підступах до Кракова. Просунутися їм вдалося лише на південному фланзі, де у росіян були лише невеликі заслони. Але на іншому фронті вдалося скувати російські війська боєм. Положення для російського командування стало загрозливим, у районі Ліманова австрійцям вдалося прорватися росіянам у тил на 20 км, до того ж значні сили рухалися на Новий Сандець по долинах Дунайця і Попрада. Для відбиття австрійського прориву генерал Радко-Дмитрієв почав збирати всю свою наявну кавалерію в кулак для проведення контрудару.
4 грудня 1914 року російські війська відступили від Ліманова на схід і північний схід, а генерал Йозеф Рот вирішив повернути свої основні сили на північ і наступати в напрямку Лапанува і Новий Вісьнич у фланг 9-му і 11-му корпусах, вивівши на свій правий фланг 47-ту резерву дивізію німців. Половину своєї кавалерії він направив на Бохню, сподіваючись, що Новий Сандець буде зайнятий кавалерійськими частинами 4-ї та 3-ї армій, що просувалися з півдня (по долині Попрада) і з південного заходу (по долині Дунайця) частинами ландштурму. Проте, тут він прорахувався, бо гарнізон Нового Сандеця своїми активними діями затримав австрійські авангарди на далеких підступах до міста, а по ночах навіть контратакував.
Втім, наступ групи Рота в північному напрямку розвивався успішно. Протягом дня австрійці, слідуючи за німецькою 47-ю резервною дивізією, просунулися на 10 км, до лінії Жеґоцина — гора Св. Яна. В результаті ударне угруповання подолало половину шляху до Лапанува і створило безперервний фронт з 11-м армійським корпусом. Австрійська кавалерія досягла району Ліпниця (в 10 км на південний схід від Жеґоцини), але далі не могла просунутися, зустрівши опір переважаючих сил російської кінноти. Тому генерал Рот вирішив зібрати всю свою кавалерію в цьому районі для наступу на Бжесько.
5 грудня австрійці, зібравши великі сили кінноти з 3-ї армії і піхоти, атакували на Новий Сандець і змусили його гарнізон відійти до самого містечка. Водночас, через опір російських військ, що поступово все більше наростав, просування всієї групи Рота загальмувалося, оскільки Радко-Дмитрієв кидав свої резерви в бій саме проти цих дивізій, що були в першому ешелоні наступаючих військ. За день лише німецька 47-ма резервна дивізія трохи вирвалася вперед. Кавалерія австрійців змушена була зупинитися. Тим часом з півночі уже наближався зведений загін 10-го російського корпусу, який перейшов Віслу 4 грудня і повинен був прибути до поля битви 6 грудня.
Російські встигли розгорнути свій фронт і зупинили ударну групу противника з чотирьох дивізій, а в тилу австрійців опинився цілий корпус 8-ї армії. В результаті, утворився «листковий пиріг» — австрійські війська, що обходили росіян, виявилися такими, що їх вже обходили інші формування російської армії.
6 грудня 1914 року російський 8-й корпус почав рішучий наступ на Ліманова, здійснюючи фланговий обхід групи Рота. Правда, просування вперед відбувалося складно, так як мости через Дунаєць в районі Нового Сандеця були зруйновані або пошкоджені. 14-та російська дивізія втратила час і не змогла прорвати оборону противника на Лімановському напрямку. Австрійці, маючи достатньо сил, змогли створити міцну оборону. Росіяни мали вдвічі більше артилерії, але використовували її мало. Але, коли австрійське командування побачило, що в тил ударному угрупованню Рота заходять значні сили противника негайно прискореним маршем відправило 6-й австрійський корпус на Ліманова. А генералу Бороевічу був відданий наказ починати наступ через карпатські перевали.
До вечора 6 грудня становище стабілізувалося, жодна зі сторін не змогла переломити хід битви на свою користь.
7 грудня 1914 року в наступ перейшла армія Бороевіча. 9-й і 3-й армійські корпуси атакували позиції 12-го російського корпусу в районі Бартфельда і далі на схід. Через Штропков і Дукельський перевали в загальному напрямку на Кросно і на схід від рушив 7-й армійський корпус, він мав атакувати східний фланг 12-го російського корпусу. І нарешті, через східні перевали Бескид почали наступ дві окремі групи 3-ї австро-угорської армії, яким протистояла 34-та дивізія 7-го корпусу.
Перший день наступу успіхів 3-ій австро-угорській армії не приніс, хоча бої зав'язалися по всьому фронту. В районі Лапанува Радко-Дмитрієв продовжив виводити свої корпусу з «мішка». За день розгорнутий на захід фронт 9-го і 11-го корпусів відійшов на 3 — 4 кілометри. А австрійці утвердилися на лінії Ґдув — Ґрабе. Східніше розгорнулася справжня битва, в якій жодна зі сторін не досягла успіху.
9 грудня 1914 року група Рота зробила останню спробу наступу по всьому фронту. Австрійцям вдалося здобути локальних успіхів, опанувавши висоти поблизу Вісьнича (як із заходу, так і з півдня). Але російська 42-га дивізія втримала важливу висоту 364. На півдні австрійці після прибуття всіх частин 39-ї гірсько-піхотної дивізії змогли створити оборону на південь від Ліманова, знизивши небезпеку обхідного маневру противника з півдня.
10 грудня 1914 року настав критичний момент битви при Лімановій і Лапануві, оскільки на цей день припав найсильніший натиск росіян у районі Ліманової і на фронті групи Рота. 3-тя російська армія атакувала в низов'ях Страдомкі лівий фланг групи Рота частинами 21-го корпусу. В результаті фланги російських армій зімкнулися, а противник був відкинутий на 2 — 3 кілометри. Це був тактичний успіх, що супроводжувався значними втратами у австрійців. Однак і російські війська були сильно виснажені затяжними боями, а крім того, вони витратили запаси снарядів. Для стабілізації обстановки австрійці кинули в бій останній армійський резерв — 15-ту піхотну дивізію.
Втім, незважаючи на всі зусилля, росіянам взяти Ліманову не вдалося, хоча дві дивізії 8-го корпусу, 13-та і 15-та, атакували одну угорську 39-ту гірсько-піхотну.
11 грудня 1914 австрійці змогли подолати кризу у Лапанува і Лімановій. Усі російські атаки були відбиті, місцями австрійці навіть контратакували і змогли повернути частину втраченого напередодні простору. 12 грудня 8-ма російська армія почала відступ по всьому фронту. Таким чином, Брусилов знову розгортав свою армію фронтом на південь, прагнучи розтягнути її та спертися правим флангом на 3-ю армію.
13 грудня командуванням Південно-Західного Фронту було прийнято рішення відвести обидві армії на схід. 13 грудня ще тривали ар'єргардні бої на правому фланзі групи Рота, а також на південь від Горлиці і Кросно, російські війська прикривали шляхи відходу 3-ій армії з району Бохні і 8-ій армії з району Нового Сандеця.
На наступний день війська 3-ї армії відступили за Дунаєць, а 8-ма армія відступила на північ від Горлиці і Кросно. Росіяни відступили швидко, але не дуже організовано. Прикриття відступу посиленими ар'єргардами і кавалерійською завісою здійснювалося погано. При відході розладналося управління в 8-му корпусі, а частина сил 24-го корпусу ледве уникнула потрапляння в оточення біля Грибіва. В цей же час 7-й корпус 11-ї армії зміг зосередити свої сили на південь від містечка Сянік і зупинив просування противника вздовж Сану.
Стан австрійських армій і руйнування на дорогах, що залишили австрійців без підвозу, перешкоджали переслідуванню. Російські війська отримали приблизно два дні на відпочинок і на те, щоб зміцнитися на зайнятих позиціях.

## Наслідки
Російські війська в битві при Лімановій зазнали великої поразки. Російська імператорська армія була відкинута на 60 км від Кракова і на 50 км від карпатських перевалів, повернувшись у положення, яке займали її війська на початку листопада. Австро-угорцям вдалося знову закрити перевали в Бескидах і переправи на Дунайці, тобто, вони змогли надовго зняти загрозу Угорщині, адже й загрозу Кракову. Тепер не росіяни погрожували проривом у західному, південному або південно-східному напрямках зі захоплених ними плацдармів у Закарпатті, а вже австро-угорська армія могла за своїм бажанням наступати в Південній Польщі, в Західній Галичині чи на Буковині. Перемога під Лімановою унеможливила реалізацію Російською імперією обох стратегій — прямого вторгнення на німецьку територію і непрямої перемоги над Німеччиною через поразку Австро-Угорщини.
Плюс до того, австрійці змогли підняти бойовий дух своїх армій, нарешті пізнали радість перемог.
Водночас, австрійці здобули певного оперативного успіху, хоча був він далеко не повний. Обхідний маневр від Лімановій до Лапанува не вдався, і розбити 3-тю російську армію не вдалося, як це планувалося. Росіянам вдалося зірвати плани противника у Лімановій за рахунок використання методів пасивної оборони. А ось ідею власного контрманевру російські генерали втілити в життя не змогли, незважаючи на наявність достатніх сил і більш ніж достатнього часу.